# 天爐座μ
天爐座μ，又名CD-31 882，HD 13709、SAO 193573、HR 652，是天爐座的一颗恒星，视星等为5.28，位于銀經229.19，銀緯-71.84，其B1900.0坐标为赤經2h 8m 30.2s，赤緯-31° -71.84′ 34″。